# He Wasn't
"He Wasn't" je pjesma Avril Lavigne s njezina drugog studijskog albuma Under My Skin iz 2004. Pjesmu su napisale Lavigne i Chantal Kreviazuk, a producent je Raine Maida. Pjesma je objavljena kao četvrti singl s albuma, osim u SAD-u., gdje nije bio objavljen. Pjesma je dobila puno loših kritika zbog sadržaja teksta.

## Značenje pjesme
"He Wasn't" je pjesma koja govori o neuspješnoj vezi između Avril i jednog dečka. U pjesmi stalno kritizira bivšeg govorivši da nije bio dosta dobar za nju i kako se kod njega nikad nije osjećala posebno. No sada joj je dosadno i sama je, govori kako se ništa ne dešava.

## Uspjeh na ljestvicama
"He Wasn't" nije bio objavljen u SAD-u, imao je dobar plasman u Ujedinjenom Kraljevstvu plasirajući se na broju 23, te u Australiji plasirajući se na 25. U drugim državama se većinom loše plasirao kao u Kanadi, dosegao je samo broj 92, ali u nekim državama se dobro plasirao kao u Japanu i Belgiji.

## Popis pjesama
Australski CD singl
1. "He Wasn't" (albumska verzija)
2. "He Wasn't" (live verzija s bendom)
3. "He Wasn't" (akustična verzija)
4. "He Wasn't" (glazbeni video)

Britanski CD singl
1. "He Wasn't" (albumska verzija)
2. "He Wasn't" (akustična verzija)
3. "He Wasn't" (glazbeni video)
4. Plus snimanje videa

Francuski CD singl
1. "He Wasn't" (albumska verzija)
2. "He Wasn't" (akustična verzija)

Promotivni CD
1. He Wasn't (albumska verzija)

## Ljestvice
| Ljestvica (2005.) | Najviša pozicija |
| ----------------- | ---------------- |
| Australija        | 25               |
| Austrija          | 35               |
| Belgija           | 2                |
| Kanada            | 92               |
| Irska             | 35               |
| Japan             | 10               |
| Novi Zeland       | 38               |
| Njemačka          | 29               |
| Švicarska         | 43               |
| UK                | 23               |